# Fretting
Zasugerowano, aby zintegrować ten artykuł z artykułem Korozja cierna. Nie opisano powodu propozycji integracji.
Fretting (zużycie ścierno-korozyjne) –  zjawisko niszczenia warstwy wierzchniej.
Proces polega na powstawaniu miejscowych ubytków materiału w elementach maszyn poddanych działaniu drgań lub niewielkich poślizgów powstających w wyniku realizacji przez te elementy ruchu obrotowo- lub postępowo-zwrotnego lub ich przemieszczania się pod wpływem cyklicznych obciążeń oraz intensywnego korozyjnego oddziaływania środowiska.
Przykładem frettingu jest zdzieranie powierzchni nitu łączącego dwa współpracujące elementy. Jego warstwa wierzchnia ulega uszkodzeniu poprzez powstałe drgania. Uszkodzony materiał jest następnie atakowany przez korozję co zmniejsza jego wytrzymałość i doprowadza do zwiększania uszkodzenia.